# Colobot
Colobot (Colonize with Bots) es un videojuego de estrategia de tiempo real educativo en 3D. El objetivo del juego es encontrar un planeta para colonización por la raza humana, estableciendo una infraestructura básica en la superficie y eliminando cualesquier formas de vida alienígena que arriesguen la expedición. El juego tiene lugar en la Tierra, la Luna, y otros 7 planetas ficticios. La característica principal del juego qué lo hace educativo es la capacidad para el jugador de programar sus robots que utilizan un lenguaje de programación similar a C++ o Java.
El juego ha sido recomendado por el Ministerio polaco de Educación Nacional para ayudar a enseñar lo básico de algoritmos y programación orientada a objetos.
Epsitec ha liberado el juego como software libre bajo la licencia GNU GPL v3 después de ser contactado por PPC (Recientemente renombrado a ICC & TerranovaTeam).

## Visión general
La vida en La Tierra está acechada por un devastador cataclismo. La humanidad tiene que salir fuera y buscar una casa nueva.
Una primera expedición de solo robots fue enviada para encontrar otro planeta habitable. Por razones todavía desconocidas, la misión fue un desastre y nunca regresó.
Con unos cuantos robots como compañeros, el jugador tiene que viajar a los planetas desconocidos. Houston, Control de Misión de la Tierra tiene un satélite de espía transmitirá información valiosa al jugador.
El jugador necesitará materiales y energía para construir infraestructuras. Necesitará producir las armas necesarias para defenderse.
Programar robots,  para delegar tareas a ellos, dejándole al jugador el continuar la misión mientras sus robots cuidan la base, luchan contra enemigos, y recogen materiales.

## Visión general de lenguaje de programación

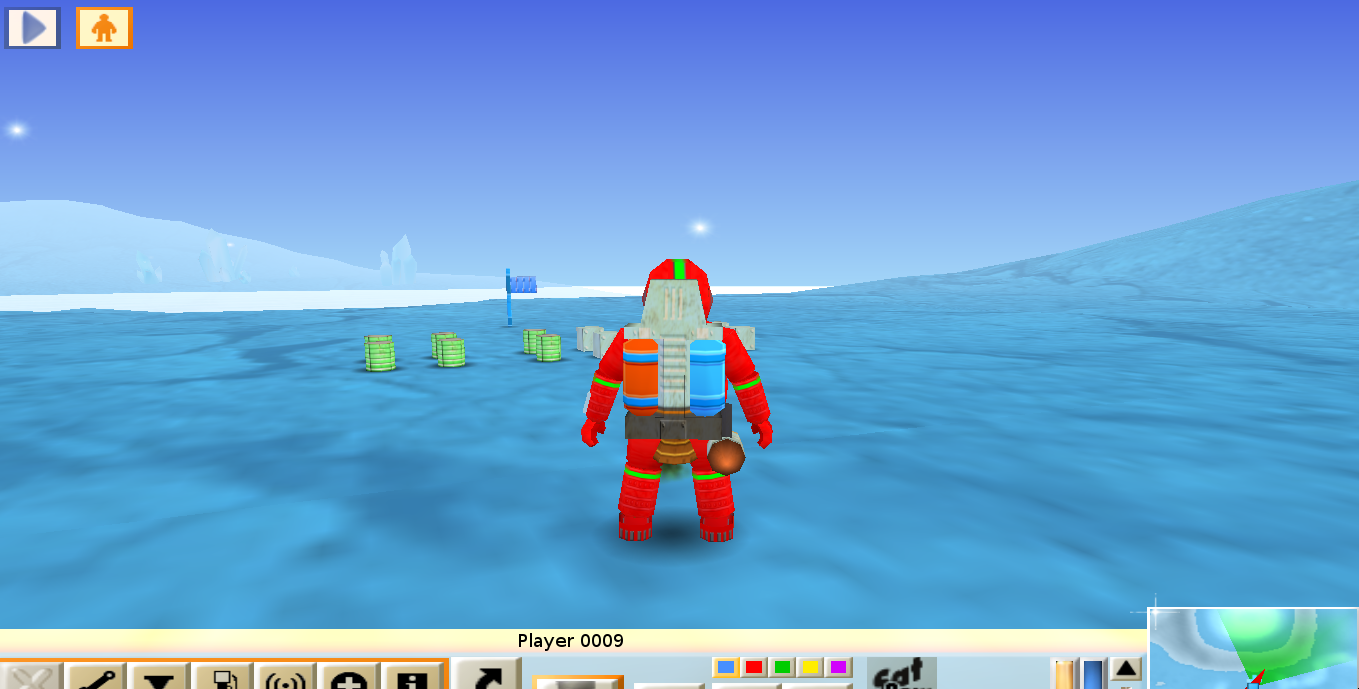
colobot

El lenguaje de programación utilizado en Colobot es CBOT, sintácticamente similar a Java. Un código de ejemplo para un robot, el cual realiza la tarea de encontrar una mena de titanio y entregarlo a una fábrica para su purificación:
```
extern
 
void
 
object::FetchTitanium
()

{

	
object
 
item
;
 
// declare variable

		

	
item
 
=
 
radar
(
TitaniumOre
);
 
// find a piece of titanium ore

	
goto
(
item
.
position
);
 
// go to the ore

	
grab
();
 
// pick up whatever is in front of the robot (presumably the ore)

	

	
item
 
=
 
radar
(
Converter
);
 
// find the ore converter

	
goto
(
item
.
position
);
 
// relocate to the converter

	
drop
();
 
// drop the piece of ore

	
move
(
-2.5
);
 
// back up 2.5 meters to allow the converter to start processing the ore

}

```

## Trivia
- TerranovaTeam (Anteriormente PPC) estuvo dado el código de fuente por Epsitec y ha remade el juego, titulado Colobot: Edición de Oro.  También están trabajando en una secuela: Colobot 2.
  - El equipo también mencionó que iban a publicar la edición de oro en Steam una vez tengan una versión estable; aun así, este objetivo no ha sido cumplido todavía.